# Опсада Никеје (1113)
Опсада Никеје (1113) део је Византијско-селџучких ратова. Завршена је победом Византије.

## Опсада
Након пораза у Првом крсташком рату и победе у крсташком рату 1101. године, Турци настављају операције против Византијског царства. Цар Алексије Комнин због старости није могао да се успешно бори против Турака у Анадолији. Турци покушавају да поврате Никеју коју су изгубили на самом почетку Првог крсташког рата. Међутим, опсада је завршена неуспехом, а Турци ће овај важан византијски град освојити тек 1331. године након дуготрајне опсаде.